# Găești
Găești ist eine Stadt im Kreis Dâmbovița in der Großen Walachei in Rumänien.

## Lage
Găești liegt in der Walachischen Tiefebene, wenige Kilometer nördlich des Flusses Argeș. Die Kreishauptstadt Târgoviște befindet sich etwa 25 km nördlich.

## Geschichte
Găești wurde 1498 erstmals urkundlich erwähnt. Der landwirtschaftlich geprägte Ort entwickelte sich seit Beginn des 19. Jahrhunderts zu einem lokalen Markt- und Handelsplatz. Auch war hier eine wichtige Poststation an der Straße zwischen Bukarest und Câineni. Einen weiteren Aufschwung nahm der Ort nach der Inbetriebnahme der Eisenbahn zwischen Bukarest und Pitești im Jahr 1875.
Die wichtigsten Wirtschaftszweige sind der Handel, die Landwirtschaft und die Metallverarbeitung.

## Bevölkerung
1777 lebten auf dem Gebiet der heutigen Stadt in 284 Häusern 1284 Menschen. 1992 wurde mit 18.556 die höchste Einwohnerzahl registriert. Bei der Volkszählung 2002 wohnten in Găești 15.585 Personen, darunter 15.366 Rumänen, 194 Roma und 16 Ungarn.

## Verkehr
Găești liegt an der Bahnstrecke von Bukarest nach Pitești. In beide Städte bestehen mehrmals täglich Direktverbindungen. Zehn Kilometer südlich der Stadt verläuft die Autobahn A1, die derzeit von Bukarest nach Pitești führt. Die Stadt wird von der Nationalstraße Drum național 7 durchquert; von der Drum național 61 und der Drum național 72 berührt. Regelmäßige Busverbindungen bestehen unter anderem nach Târgoviște.

## Sehenswürdigkeiten
- Stadtpark

## Persönlichkeiten
- Gheorghe Zamfir (* 1941), Panflöten-Virtuose
- Doina Spătaru (* 1948), Sängerin
- Florin Tănase (* 1994), Fußballspieler